# Воскресеновка (Асекеєвський район)
Воскресе́новка (рос. Воскресеновка) — село у складі Асекеєвського району Оренбурзької області, Росія.

## Населення
Населення — 29 осіб (2010; 57 у 2002).
Національний склад (станом на 2002 рік):
- росіяни — 80 %